# Абрабанель (род)

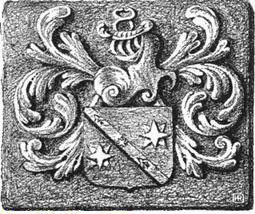
Семейный герб

Абрабанель (также Абарбанель, ивр. אברבנאל‎, исп. Abravanel) — сефардский знатный род, выдвинувший ряд исторических деятелей.
В роде Абрабанель сохранилось предание о происхождении его от потомков царя Давида, переселившихся в Испанию после разрушения Иерусалима римлянами.
Первые представители рода Абрабанель встречаются в XIV веке в Кастилии (город Севилья); «Севильская резня» 1391 года заставляет их эмигрировать в Португалию (см. Самуил Абрабанель, после вынужденного крещения именуемый Юан де Севилла), а в 1483 году политические причины гонят их потомков обратно в Кастилию (см. Ицхак Абрабанель), которую они покидают через несколько лет вследствие изгнания евреев из Испании (1492).
В XVI веке род Абрабанель сосредоточен, главным образом, в Италии (Ицхак Абрабанель, его дети и внуки). С XVII века его представители встречаются в Голландии, Англии и Турции, как центрах сефардизма.

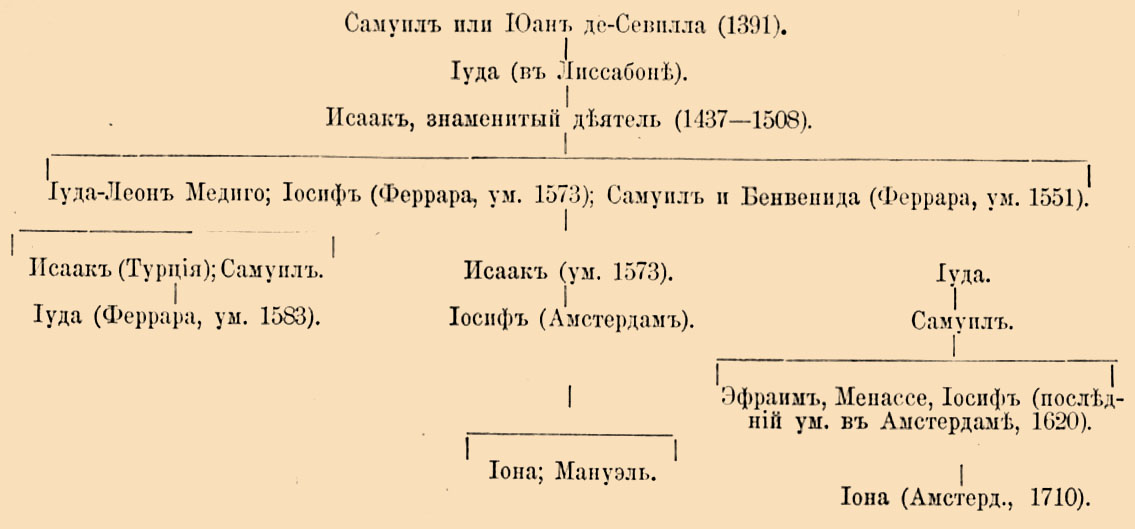
Краткая генеалогическая таблица рода Абрабанель (илл. ЭСБЕ)